# David Stakston
David Alexander Sjøholt, dit David Stakston, est un acteur américano-norvégien, né le 22 novembre 1999 à Raleigh en Caroline du Nord (États-Unis),. Il se fait connaître grâce au rôle de Magne Seier dans la série Ragnarök sur Netflix.

## Biographie

### Jeunesse
David Stakston naît en novembre 1999 à Raleigh, en Caroline du Nord aux États-Unis. Il grandit entre Floride et Oslo en Norvège.

### Carrière
En 2015, David Stakston apparaît à la télévision norvégienne, dans le rôle principal Magnus Fossbaken de la série télévisée Skam,.
En 2020, il est Magne Seier, un adolescent qui apprend qu'il est Thor, dans la série Ragnarök sur Netflix.

## Filmographie

### Cinéma

#### Court métrage
- n/a : Vill ni åka mera de Henrik Martin Dahlsbakken et Benjamin Helstad : Jonas

### Télévision

#### Séries télévisées
- 2015-2017 : Skam : Magnus Fossbaken (19 épisodes)
- 2020-2023 : Ragnarök (Ragnarok) : Magne Seier (18 épisodes)

## Voix française
- Maxime Coudour dans Ragnarök (série télévisée)